# Leucauge mariana
Leucauge mariana là một loài nhện trong họ Tetragnathidae.
Loài này thuộc chi Leucauge. Leucauge mariana được miêu tả năm 1881 bởi Taczanowski.